# Amoriinae
Sous-famille
Les Amoriinae sont une sous-famille de mollusques gastéropodes décrite par Gray en 1857.
Les espèces membres de cette sous-famille ont généralement une coquille solide, en ovale plus ou moins allongé, présentant une encoche siphonale peu profonde. La protoconque présente plusieurs spirales régulières et a une forme de dôme ou de cône. Il n'y a pas d'opercule.

## Liste des tribus
Selon World Register of Marine Species (4 mars 2015) :
- Amoriini
- Melonini
- Notovolutini